# گندا، آنگولا
گندا (به انگلیسی: Ganda) شهری در استان بنگوئلا واقع در کشور آنگولا است که در سال ۲۰۰۹ میلادی ۲۶٬۱۱۸ نفر جمعیت داشته است.